# Signoretia nzombe
Signoretia nzombe är en insektsart som beskrevs av Rauno E. Linnavuori 1978. Signoretia nzombe ingår i släktet Signoretia och familjen dvärgstritar. Inga underarter finns listade i Catalogue of Life.